# Ивахи
Ивахи (укр. Івахи) — село, 
Рыбальский сельский совет,
Ахтырский район,
Сумская область,
Украина.
Код КОАТУУ — 5920387506. Население по переписи 2001 года составляет 70 человек .

## Географическое положение
Село Ивахи находится на расстоянии в 1,5 км от реки Грунь.
На расстоянии в 1 км расположены сёла Беданы и Рыбальское.
К селу примыкают небольшие лесные массивы.